# Societatea Turiștilor din România
Societatea Turiștilor din România (S.T.R.). a fost o organizație de turism din România înființată  la 24 ianuarie 1903, la București. 
Societatea Turiștilor Români a avut ca membri personalități de seamă ale vieții culturale și politice din acea vreme: prințul moștenitor Ferdinand, Gheorghe Munteanu-Murgoci, Ludovic Mrazec, Simion Mehedinți, Alexandru Tzigara-Samurcaș, Grigore Antipa, Alexandru Vlahuță, Petre Carp, Ion I. C. Brătianu,  Ion Cantacuzino, Tache Ionescu, Ion Pillat, Spiru Haret, Alexandru Davilla ș.a. 
Scopul asociației era „de a dezvolta sportul excursiilor, de a înlesni cunoașterea frumuseților țării și de a întări astfel iubirea de patrie și de neam”. 
S.T.R. a înființat secțiuni în mai multe localități din țară: Iași, Turnu Severin, Ploiești, Târgu Jiu, Bacău, Câmpulung Muscel, colaborând și cu sediile puternicei organizații de turism din Transilvania S.K.V.
Societatea a tipărit „Anuarul S.T.R.”, în care se publicau reportaje de călătorie, articole cu caracter științific, precum și informații despre excursiile individuale și colective, pentru a stimula dragostea pentru natură. În anul 1924 la 14 septembrie, editează și publică primul număr al Gazetei Sporturilor, cel mai vechi și longeviv ziar de sport din România.
În cei 13 ani de activitate, S.T.R. a construit cabana Piatra Craiului (inaugurată la 8 iunie 1908) și Podeanu (18 august 1908) de la poalele Negoiului și a marcat unele poteci turistice pe Negoiu, pe Valea Jepilor, Valea Cerbului, drumul pe platou de la Cabana Caraiman la vârful Omu etc.
Societatea Turiștilor din România își încheie activitatea la 14 iulie 1931, când va fuziona cu Turing Clubul Romaniei.